# Reiner Becken

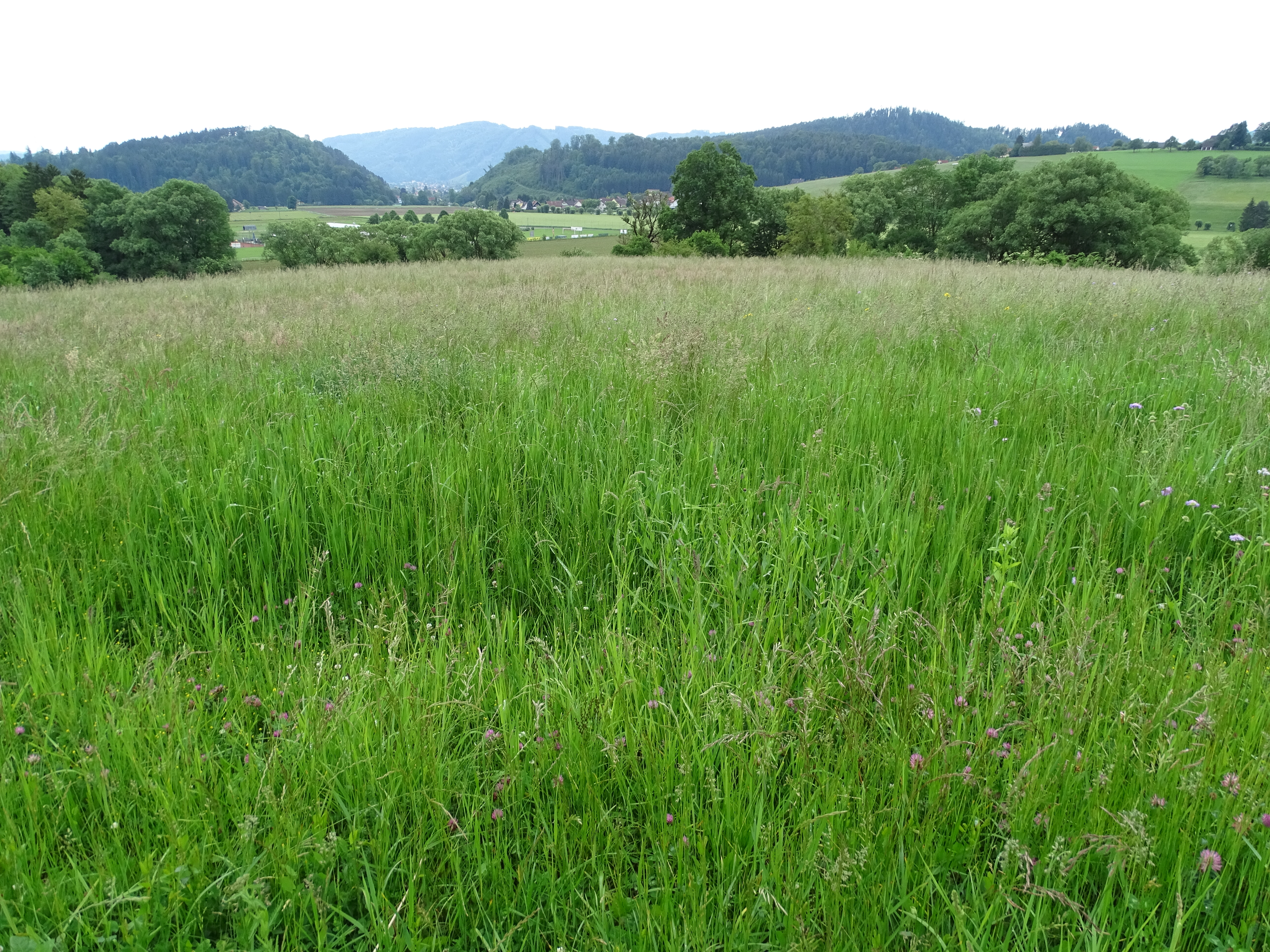
Blick von Hörgas durch das Reiner Becken auf die Verbindungsstelle mit dem Gratkorner Becken mit dem Geimskögerl (links) und dem Kalvarienberg (rechts)

Das Reiner Becken oder Reiner Feld ist ein Nebenbecken des Gratkorner Beckens westlich der Mur und nordwestlich der steirischen Landeshauptstadt Graz. Am Beckenrand liegt der namensgebende Ort Rein mit dem gleichnamigen Zisterzienserstift. Das Becken war im Miozän ein Süßwassersee, der auch als See von Rein bekannt ist.

## Geographie
Das Reiner Becken zweigt als auffälliges kleines Nebenbecken im Nordwesten vom Gratkorner Becken ab und wird von Höhenrücken von diesen abgegrenzt. Ein schmaler Durchlass im Südosten des Beckens, zwischen dem Geimskögerl oder Schneiderkogel im Norden und dem Reiner Kalvarienberg im Süden, verbindet die beiden Becken miteinander. Der Durchlass wird vom Mühlbach durchflossen. Den östlichen Rand des Beckens markiert neben dem Geimskögerl der hinter dem ehemaligen Landeskrankenhaus und jetzigem Facharztzentrum Hörgas aufsteigende Höhenzug des Gsollerkogels. Nach Norden erstreckt es sich bis zum LKH Enzenbach und den Ausläufern des Treffenkogels. Den westlichen Abschluss bilden der Ort Rein mit dem gleichnamigen Stift, da dahinter gleich der Ulrichsberg aufragt, der wiederum vom Pleschkogel überragt wird. Im Süden trennt der bei Tallak verlaufende Hügelzugs, der als Tallakkogel bezeichnet wird, das Becken vom Tal des Schirningbachs.
Das Reiner Becken befindet sich vollständig im Gemeindegebiet von Gratwein-Straßengel. Neben dem namensgebenden Ort Rein liegt auch noch die Ortschaft Hörgas im Becken. Der zentrale Beckenbereich wird von Feldern und Wiesen dominiert. An den ansteigenden Beckenrändern findet man mehrere kleine Bauernhöfe.

## Geologie
Beim Reiner Becken handelt es um eine kleine Randbucht des Weststeirischen Neogenbeckens. Im Becken findet man miozäne Sedimentablagerungen, die sich in einem Süßwassersee (limnisch) abgelagert haben. Dieser Süßwassersee wird auch als miözäner See von Rein bezeichnet. Das Alter der obertägig anliegenden Schichten kann auf etwa 16 bis 14 Millionen Jahre geschätzt werden, fallen also in die Zeit des Badeniums.
Im Liegenden der Sedimente findet man mehrere kohleführende Flöze, die bis zu 3,5 Meter mächtig sind. Zwei dieser Flöze wurden im 19. und 20. Jahrhundert abgebaut. Die Flöze werden von feinkörnigen Siliziklastika, Kalk und Mergel überlagert. Vor allem an den Rändern des Beckens findet man mächtige Kalkschichten, die dort auch teilweise brekzienartig entwickelt sind und sich mit der dort auftretenden Roterde verzahnen, sich also gegenseitig unter- und überlagern. Zwischen den Sedimentschichten haben sich mehrere Lagen von Bentonit entwickelt. Es gibt auch Vorkommen von Hornstein, welche hier in der Jungsteinzeit auch abgebaut wurden. Ein großer Teil der in der Mittelsteiermark aufgefundenen Steinartefakte stammen aus dem Reiner Becken. Der Abschluss der limnischen miozänen Sedimente wird von diachron fluviatil, als durch einen Fluss, abgelagerten Schotter, dem sogenannten Eckwirtschotter gebildet. An den nördlichen und westlichen Rändern des Beckens findet man die sogenannte Eggenberger Brekzie, eine mit Carbonaten zementierte Brekzie, welche vermutlich auf eine miozäne Bildung von Hangschutt zurückgeht.
Obwohl die Verbindung zum Gratkorner Becken und damit zum Murtal heute über eine Engstelle im Südosten des Beckens besteht, lassen die Ablagerungen von miozänen Schichten bei Tallak, dem Annateich, im Schirninggraben, den südlichen Abfall des Kugelbergs sowie bei Hundsdorf die Vermutung zu das es früher hier auch eine Verbindung des Reiner Sees zum Murtal gab.

## Fossilfunde
Aus dem Reiner Becken gibt es zahlreiche Fossilienfunde, die fast alle aus den Kalk- und Mergelschichten stammen. Dort findet man immer wieder bankweise auftretende Gastropodenschalen. Es wurden bis 2007 die fossilen Reste von 26 verschiedenen Schneckenarten sowie mehrere Arten von Muschelkrebsen aus dem Reiner Becken beschrieben. Auch fossile Pflanzenreste lassen sich in den Kalkschichten auffinden. Aus dem Kohleflözen stammen die inkohlten Reste von zwei Nadelholzarten (Peuce acerosa und Taxodioxylon sequoianum).
Die Backenzähne eines Deinotherium bavaricum sowie ein Panzerfragment, das der Sumpfschildkröte Clemmydopsis turnauensis zugeschrieben wird, gelten als bisher einzige Funde von Wirbeltierresten.